# سرجه شرقی
سرجه شرقی (به عربی: سرجة شرقیة) یک روستا در سوریه است که در ناحیه سنجار واقع شده‌است. سرجه شرقی ۴۷۳ نفر جمعیت دارد.